# Venturi America
El Venturi America es un buggy deportivo eléctrico fabricado por Venturi.
El América fue presentado por primera vez en el Salón del Automóvil de París de 2014. Se encuentra en venta desde 2015.

## Vista general
El América es un buggy deportivo de dos puertas de altas prestaciones en la categoría de automóvil deportivo. Ha sido diseñado por Sacha Lakic.
Venturi empezará su construcción en 2015, con una producción limitada a 25 unidades. 

## Diseño
El América tiene unas dimensiones de 4125 mm de largo, 2060 mm de ancho, 1450 mm de altura y una batalla de 2060 mm. Su masa es de 1545 kg. Su cuerpo es de fibra de carbono kevlar y el chasis es de aluminio y de fibra de carbono kevlar.
Equipa una planta motriz de un bi-motor, dos motores simétricos de unión permanente, trasero de 300 kW, 407 CV, de potencia total. Su par motor es de 480 N•m disponibles desde 0 hasta 6000 rpm. El sistema alcanza una velocidad de rotación máxima de 10500 rpm. El bimotor está conectado a las ruedas por medio de una reductora simple.
El sistema de almacenamiento es mediante paquete de baterías del tipo Li-po cuya capacidad total es de 53 kWh.

## Prestaciones
El América acelera de 0 a 100 km/h en 4,5 segundos y de 0 a 200 km/h en 14 segundos. Su velocidad máxima está limitada electrónicamente a 220 km/h para no comprometer la autonomía y para que las baterías no se dañen. Las baterías proporcionan una autonomía de 250 km en ciclo WLTC combinado (WLTP), aunque puede variar dependiendo del estilo de conducción.